# Simplon (departement)
Simplon is de naam van een voormalig Frans departement dat bestond van 12 november 1810 tot 31 december 1813. Het departementontstond uit de Rhodaanse Republiek en ging op in het Republiek Wallis dat opging in het huidige Zwitserse kanton Wallis. De naam is afgeleid van de Simplonpas. De hoofdstad van het departement was Sion.
- Historisch woordenboek van Zwitserland: 008643
- Virtual International Authority File: 156518292